# Skånbrännan
Skånbrännan är ett naturreservat i Hudiksvalls kommun i Gävleborgs län.
Området är naturskyddat sedan 2018 och är 27 hektar stort. Reservatet består av gamla tallar i väster och nerbrunnen (2018) granskog.  